# Der schwarze See
Der schwarze See (niederländ. Oeroeg) ist ein Roman der niederländischen Autorin Hella Haasse (Hélène Serafia Haasse), der zuerst 1948 als Boekenweekgeschenk herausgegeben wurde. Auf Deutsch erschien der Roman erstmals 1994 bei Rowohlt; 2016 kam im Lilienfeld Verlag eine Neuübersetzung heraus.

## Handlung
Der Roman handelt von der Freundschaft zweier Jungen in Niederländisch-Indien, die aus verschiedenen sozialen Verhältnissen kommen. Einer der Jungen stammt von einem niederländischen Unternehmer ab, der andere ist der Sohn eines Mandoers (indonesischen Vorarbeiters), der in der Firma des Vaters arbeitet, und heißt Oeroeg. Der Roman wird aus der Sicht des niederländischen Jungen erzählt, der in der Zwischenzeit erwachsen geworden ist.
Oeroeg und der Ich-Erzähler sind in ihrer Kindheit Freunde. Sie schaffen es trotz der sozialen Unterschiede, miteinander die Jugend zu genießen. Der Vater des Erzählers schätzt diese Freundschaft nicht. Er ist der Meinung, dass niederländische Jungen nicht mit Jungen aus den Dörfern spielen sollten und möchte, dass der Erzähler niederländisch lernt, um später in die Schule zu gehen. Auf einem Ausflug zum schwarzen See, bei dem der Vater, der Erzähler selbst, Geschäftspartner und der Vater von Oeroeg dabei sind, ergibt sich ein Unglücksfall bei dem Oeroegs Vater stirbt – bei dem Versuch, den Erzähler vor dem Ertrinken zu retten. Hieraus ergeben sich große Veränderungen für die Protagonisten. So muss Oeroegs Familie aus dem Haus des Mandoers ausziehen und kommt in einem heruntergekommenen Haus unter, Oeroeg selbst zieht auf das Gelände des Erzählers und besucht eine Schule für Javanesen. Kurze Zeit nach dem Ausflug verlässt die Mutter des Erzählers den Vater und reist nach Europa. Der Erzähler entwickelt Schuldgefühle.
Nachdem der Erzähler und Oeroeg die erste Schule absolviert haben und der Vater für längere Zeit auf Geschäftsreise ist, ziehen beide in einen anderen Ort. Der Erzähler geht auf ein Internat, er will später Ingenieur werden. Oeroeg wohnt bei Lida, einer niederländischen Krankenschwester, die in Niederländisch-Indien eine Pension führt. Er geht auf eine Schule für Halbniederländer und will später Arzt werden und nach Amerika auswandern.
Immer häufiger wird der Unterschied zwischen Oeroeg und dem Erzähler deutlich. Obwohl Oereog versucht, sich wie ein Europäer zu verhalten, wird er häufig ausgeschlossen und von den Schulkameraden des Erzählers aufgezogen. Oeroeg kommt auch auf das Internat. Er entwickelt sich zu einem Nationalisten. Bei der Verabschiedung des Ich-Erzählers – er will in die Niederlande, um dort zu studieren – kommt es zu einem heftigen Streit zwischen Oeroeg, Abdoellah und dem Erzähler. Abdollah, ein Freund Oeroegs, und Oeroeg werfen dem Erzähler verschiedene Dinge in Bezug auf Diskriminierung vor. Der Erzähler merkt, dass eine unüberwindliche Kluft zwischen Oeroeg und ihm liegt.
Während er in den Niederlanden studiert, ändert sich vieles. Durch den Zweiten Weltkrieg, mit dem Einfall der Japaner in Indonesien und der darauffolgenden Unabhängigkeitserklärung, folgt ein Krieg zwischen den Niederlanden und den Nationalisten um Indonesien. Hierbei stirbt der Vater des Erzählers. Trotz Gefahren will der Erzähler unbedingt nach Indonesien zurück. Dort fährt er zunächst mit Soldaten zu seinem alten Zuhause, von dem nicht viel übrig geblieben ist.
Er geht zum schwarzen See. Dort bedroht ihn ein Javanese, dieser befiehlt dem Erzähler zu verschwinden. Der Erzähler glaubt in dem Javanesen Oeroeg zu erkennen, ist sich jedoch unsicher. Da im Hintergrund Soldaten zu hören sind, flieht der Javanese. Der Erzähler bleibt zurück mit der Ungewissheit, ob es wirklich Oeroeg war. Er erkennt, dass er die Fähigkeit verloren hat, Oeroeg zu erkennen. Auch merkt er, dass Oeroeg ist wie der schwarze See – er erkennt nur die spiegelnde Oberfläche, kann jedoch nicht ins Innere sehen.

## Verfilmung
Der Roman wurde in den 90er Jahren in den Niederlanden verfilmt. Hierbei handelt es sich nicht um den Versuch, den Roman so genau wie möglich zu übernehmen. Es handelt sich vielmehr um eine Weitererzählung des Romans, indem durch Erinnerungen einzelner Personen die Vorgeschichte rekonstruiert wird. Es fehlen einige Charaktere und einige Neue werden eingeführt. Auch ist im Film eindeutig davon auszugehen, dass der Ich-Erzähler, im Film heißt dieser Johann, nicht Oeroeg am See sieht, denn dieser ist im Film zu dieser Zeit im Gefängnis.

## Belege
1. ↑  Opzoeken: mandoer. Abgerufen am 21. Dezember 2010.